# زینجارن
زینجارن (به لاتین: Zinjaren) یک منطقهٔ مسکونی در افغانستان است که در ولایت بدخشان واقع شده‌است.